# Eigenschaft
Eine Eigenschaft (lateinisch attributum, proprietas, qualitas; englisch property; französisch propriété, caractère) bezeichnet etwas, das einer Person, einem Gegenstand, einem Begriff oder einer (anderen) Eigenschaft zugeschrieben wird. Im Rahmen einer Prädikation werden Eigenschaften Individuen zugesprochen, woraus eine einfache Aussage (bzw. Proposition) entsteht, in älterer Terminologie ein kategorisches Urteil. Vor allem fachsprachlich wird statt der Ausdrücke Eigenschaft oder Merkmal häufig der Terminus Attribut verwendet.
Neben dem allgemeinen Begriff für mögliche Prädikationen wird als Eigenschaft auch nur ein wesentlich einer Person oder einer Sache gehörendes Merkmal bzw. eine wesentliche Bestimmung verstanden (wesentliche Eigenschaft). In einem noch engeren Sinn ist ein realisiertes Merkmal, eine Funktion, ein Attribut oder eine Qualität, die einer Klasse von Objekten, Prozessen, Relationen, Ereignissen, Handlungen, Personen usw. gemeinsam ist und sie von anderen unterscheidet, gemeint, ein Unterscheidungsmerkmal oder eine spezifische Kennzeichnung. Eine Eigenschaft ist dann eine Bestimmung, durch die sich etwas als zu einer Klasse zugehörig erweist.

## Eigenschaften in Naturwissenschaft und Technik
Bei der Beschreibung von Zustandsgrößen kann in Naturwissenschaft und der Technik zwischen den Eigenschaften des Körpers und den des Materials (Stoffeigenschaft) unterschieden werden:
| Einteilung der Eigenschaften (Größen) in Naturwissenschaft und Technik:                                         | Einteilung der Eigenschaften (Größen) in Naturwissenschaft und Technik:                                                                 |
| „Extensive Größe“: Körper-Eigenschaften, abhängig von der Größe eines Körpers, z. B. Masse, Länge, Gewicht usw. | „Intensive Größe“: Stoffliche Eigenschaften, unabhängig von der Größe eines Körpers, z. B. Dichte, Konzentration, Farbe, Geschmack usw. |
| --- | --- |

In der Informatik bezieht sich der Ausdruck Attribut in unterschiedlichen Zusammenhängen auf die Eigenschaften unterschiedlicher Objekte. So werden alle über den eigentlichen Inhalt von Dateien notwendigen und zusätzlichen Eigenschaftszuschreibungen als Dateiattribute bezeichnet, sogenannte Tags erhalten durch die Ergänzung von „Attributnamen“ und „Attributwerten“ zusätzliche Eigenschaften und in der objektorientierten Programmierung wird zwischen dem Merkmal einer Klasse und dem eines Objekts unterschieden.

## Eigenschaft in der Sprachwissenschaft
In der Sprachwissenschaft ist
- ein Eigenschaftswort (Adjektiv) eine Wortart. Es bezieht sich auf Substantive oder Verben und wird (im Deutschen) entweder attributiv zwischen Artikel und Substantiv (das schnelle Auto) oder prädikativ (Das Auto ist schnell) oder adverbial als Umstandsbestimmung (Das Auto fährt schnell) verwendet.[5]
- ein Eigenschaftsname: ein Substantiv, das aus Adjektiven oder Partizipien gebildet ist, welche eine Eigenschaft oder einen Zustand bezeichnen (Beispiel: Schönheit – schön; Schlechtigkeit – schlecht).[6]

## Eigenschaft in der Philosophie
Was man in der Philosophie unter einer Eigenschaft versteht, hängt von der jeweiligen Ontologie und Erkenntnistheorie ab.

### Positionen
Klassische Positionen zur Natur von Eigenschaften sind
- der Platonismus oder Universalien-Realismus: Eigenschaften sind eigenständige Realitäten, an denen die Einzeldinge teilhaben.
- der extensionale Partikularismus, wie er in der jüngsten Vergangenheit etwa durch Willard Van Orman Quine vertreten wurde: Eigenschaften sind letztlich mit Mengen von Individuen zu identifizieren.
- Anti-Realistische Positionen, etwa die von Nelson Goodman: Es gibt keine (natürlichen) Eigenschaften.[7]
- kausale Positionen (Sydney Shoemaker): Die Eigenschaften werden durch ihre jeweilige kausale Rolle bestimmt.[8]

### Definitionen
Als Beispiele modernerer Definitionen des Ausdrucks Eigenschaft lassen sich folgende anführen:
- „Ich nenne die Begriffe, unter die ein Gegenstand fällt, seine Eigenschaften, so dass „Φ zu sein ist eine Eigenschaft von Γ“ nur eine andere Wendung ist für „Γ fällt unter den Begriff des Φ“. [...] Statt zu sagen „2 ist eine positive Zahl“ und „2 ist eine ganze Zahl“ und „2 ist kleiner als 10“ können wir auch sagen „2 ist eine positive ganze Zahl kleiner als 10“. Hier erscheinen eine positive Zahl zu sein, eine ganze Zahl zu sein, kleiner als 10 zu sein als Eigenschaften des Gegenstandes 2, zugleich aber als Merkmale des Begriffes positive ganze Zahl kleiner als 10.“ (Gottlob Frege[9])
- „Er [der Begriff Eigenschaft] ist in einem sehr weiten Sinne zu verstehen, einschließlich dessen, was immer sinnvollerweise über irgendein Individuum gesagt werden kann, gleichgültig, ob wahr oder falsch. Er steht nicht nur für qualitative, sondern auch für quantitative, relationale, raumzeitliche und andere Eigenschaften.“ (Rudolf Carnap[10])

## Eigenschaftsbegriff in der Psychologie
In der Persönlichkeitspsychologie und Differentiellen Psychologie wird der Begriff der Eigenschaft im engeren Sinne nur für breitere und zeitlich stabile Dispositionen verwendet (englisch: Trait, siehe auch Persönlichkeitseigenschaft) und von Zuständen (englisch: State) sowie Verhaltenstendenzen (englisch Habit) abgegrenzt. Für die Gesamtheit der Eigenschaften als Eigenarten einer Person ist der Begriff des psychischen Merkmals gebräuchlich.